# هربرت فانك غودريش
هربرت فانك غودريش (بالإنجليزية: Herbert Funk Goodrich)‏ هو قاضي أمريكي، ولد في 29 يوليو 1889، وتوفي في 25 يونيو 1962.